# Kota (kartografia)
Kota – w kartografii punkt na mapie, z reguły w postaci wyraźnej kropki, opisany rzędną wysokościową, podaną w metrach lub centymetrach nad poziomem morza (n.p.m.). Zarówno punkt jak i rzędna na suchym lądzie nanoszone są czarnym kolorem, zaś na obszarach wodnych - niebieskim.
Koty najczęściej umieszczane są w charakterystycznych miejscach rzeźby terenu, jak:
- szczyt, przełęcz, krawędź urwiska;
- najniższy punkt depresji;
- punkt zbiegu wód dwóch cieków wodnych;
- poziom lustra wody zbiornika wodnego, lokalnie najgłębszy lub najpłytszy punkt dna zbiornika;

lub w istotnych miejscach zabudowy oraz infrastruktury komunikacyjnej stworzonej przez człowieka, jak:
- centrum zabudowy miejscowości;
- skrzyżowanie dróg;
- stacja lub przystanek kolejowy (tu: poziom peronu).